# Hrabstwo Harding (Dakota Południowa)
Hrabstwo Harding (ang. Harding County) – hrabstwo w stanie Dakota Południowa w Stanach Zjednoczonych. Obszar całkowity hrabstwa obejmuje powierzchnię 2677,58 mil² (6934,9 km²). Według szacunków United States Census Bureau w roku 2009 miało 1123 mieszkańców.
Hrabstwo powstało w 1909 roku. 

## Miasta
- Buffalo
- Camp Crook[4]